# 2013年亞美尼亞總統選舉
2013年亞美尼亞總統選舉於2013年2月18日舉行。這次選舉的熱度並不高，由於沒有強力的對抗人選，人們普遍認為現任總統謝爾日·薩爾基相將高票當選。選舉結果是謝爾日·薩爾基相以58.64%的成功連任總統職務，並且在全國絕大多數地區取得過半得票。選舉之後在野黨候選人拉菲·霍瓦尼相曾發起抗議行動，指責選舉存在舞弊，但未能改變選舉結果。